# Operación Triunfo (España)
Operación Triunfo (conocido por sus siglas OT) es un programa de televisión, del género talent show musical, donde una serie de jóvenes entran a una academia musical para formarse y demostrar su talento para cantar. Cada semana, en una gala en directo, los concursantes deben demostrar sus dotes sobre el escenario y se enfrentan a nominaciones para abandonar la academia. El concurso se ha emitido durante 13 temporadas desde 2001 hasta 2025. Además, el programa ha servido como plataforma para seleccionar al representante de España en el Festival de la Canción de Eurovisión en distintos años.
De octubre de 2001 a 2004, La 1 de TVE emitió las tres primeras temporadas. De 2005 a 2011 se retransmitió en Telecinco, desde la cuarta temporada hasta la octava y una nueva etapa en misma cadena para definitiva. Tras años sin televisarse, en 2017 el formato vuelve a La 1 de TVE, emitiéndose también en 2018 y 2020. El 22 de marzo de 2022, TVE confirmó que no renovaría el formato para una nueva edición, dejándolo libre para que otras cadenas o plataformas lo adquirieran. El 19 de abril de 2023 se anunció la adquisición del formato por parte de la plataforma Prime Video, preparando la duodécima edición del talent, integrada al cien por cien en el mercado digital.
El programa ha servido como plataforma directa para seleccionar, en cinco ocasiones, al representante español en el Festival de la Canción de Eurovisión: Rosa López (2002), Beth (2003), Ramón (2004), Amaia Romero y Alfred García (2018), y Miki Núñez (2019). Además, otros concursantes del programa también lograron representar a España en el festival años después de pasar por el programa, como en el caso de Soraya Arnelas (2009) y Edurne (2015), o Gisela (2008), aunque esta última lo hizo representando a Andorra.
El concurso ha dado a conocer a numerosos artistas del panorama musical español, y además sus ediciones de 2001 y 2017 se han convertido en fenómenos sociales destacados en España: en 2001 destacan David Bisbal, David Bustamante, Chenoa, Rosa López, Natalia, Manu Tenorio, Nuria Fergó, Gisela, Verónica Romero, Mireia Montávez, Àlex Casademunt y Geno Machado (aunque esta última volvió a concursar en la edición de 2011), y en 2017 destacan Aitana, Lola Índigo, Ana Guerra, Amaia Romero, Cepeda, Agoney, Alfred García, Miriam Rodríguez, Ricky Merino, Nerea Rodríguez, Roi Méndez, Raoul Vázquez y Mireya Bravo. Estas dos ediciones han sido las más exitosas de Operación Triunfo en términos de audiencia e impacto social. Otros artistas destacados que han participado en el concurso en otras ediciones son: Beth, Ramón, Vicente Seguí Porres, Manuel Carrasco, Pablo López, Edurne, Vega, Hugo Salazar, Soraya Arnelas, Nika, Lorena Gómez, Miki Núñez, Alba Reche, Natalia Lacunza, NIA, Sabela, Chica Sobresalto, Jorge González, Guillermo Martín Taboada, Sandra Polop, Víctor Estévez Polo, Idaira, Julia Medina, Ainhoa Cantalapiedra, Mai Meneses, Enrique Ramil, Alexandra Masangkay, Elena Gadel, Sergio Rivero, Mario Álvarez, La Cruz, Noelia Franco, Naiara Moreno, Chiara Oliver Williams, Martin Urrutia, Juanjo Bona y Ruslana Panchyshyna.

## Procedimiento de selección
El modo de seleccionar a los ganadores ha ido cambiando a lo largo de las temporadas. En las primeras ediciones, cada semana cuatro de los concursantes eran propuestos por el jurado para abandonar la academia. Los profesores y los compañeros salvaban a dos de los seleccionados, que permanecían en el concurso, y eran los espectadores los que deciden cuál de los dos restantes es finalmente expulsado. Seis concursantes alcanzan de este modo la final, en la que tres de ellos obtendrán promoción para su carrera discográfica. En las tres primeras, la novena y décima temporadas también optaban a representar a España en el Festival de la Canción de Eurovisión.
En la tercera, los nominados eran propuestos por el público según votaciones, los 5 concursantes que obtenían menos votos del público eran nominados. El jurado, los profesores y los compañeros salvaban a uno respectivamente, hasta quedar dos que finalmente eran los nominados. Después, en la fase final, además de los tres ganadores se escogía a un cuarto ganador en una gala con los últimos expulsados, que tendría los mismos derechos que los tres ganadores principales.
En la cuarta, quinta y sexta edición, el jurado volvió a tener la decisión de elegir a los nominados, hasta la gala número 12, a partir de ahí, cada semana, el público votaba, y los dos menos votados eran nominados, se retaban en "duelo" de canciones, y al final de la gala el público elegía al que continuaba; así se desarrollaba hasta quedar tres finalistas, del que uno resultaba ganador y obtenía un contrato discográfico.

## Historia del programa
La entidad pública RTVE acordó junto a Gestmusic la creación de un programa musical en 2001. El objetivo era promocionar tres carreras musicales y encontrar al nuevo representante de España en el Festival de la Canción de Eurovisión. Tras realizar una serie de cástines a miles de personas por toda España, el 22 de octubre de 2001 comenzó la emisión de la primera gala de Operación Triunfo en Televisión Española (La 1). Un total de 16 concursantes eran aspirantes al premio. Las galas semanales en directo se convirtieron en poco tiempo en un éxito de audiencia alcanzando cifras récord. El concurso finalizó el 12 de febrero de 2002, con la proclamación de Rosa López (26,6% de los votos), David Bisbal (20,9% de los votos) y David Bustamante (18,8% de los votos) como ganadores, ante 13 millones de espectadores. La cantante Rosa López fue la elegida para representar a España en el Festival de Eurovisión de 2002 en Tallin, Estonia el 25 de mayo de 2002 con el tema "Europe's living a celebration", tras ganar con el 49,9% de los votos a los otros dos finalistas en una gala especial celebrada pocas semanas después de finalizar el concurso. Al escenario del festival la acompañaron sus compañeros David Bisbal, David Bustamante, Chenoa, Gisela y Geno.
Los jóvenes de la primera edición de Operación Triunfo realizaron una gira multitudinaria que contó con más de medio millón de asistentes y que les llevó a actuar en diversas ocasiones en lugares emblemáticos como el Santiago Bernabéu de Madrid y el Palau Sant Jordi de Barcelona. Dos de sus conciertos fueron emitidos en televisión: a través de TVE y a través de Canal+.
En la pequeña pantalla, Operación Triunfo tuvo continuidad tras el final del espacio. Se emitieron galas de los ganadores, galas dedicadas a Eurovisión o programas monográficos a través de La 1. Algunos de estos espacios también producidos por Gestmusic fueron: Triunfomanía, Generación OT, Operación Eurovisión o Padrinos para el triunfo.
La primera edición se convirtió en un fenómeno que haría vender millones de álbumes a sus participantes durante el transcurso del programa y una vez finalizado el mismo. Ello supuso un incentivo de ventas discográficas físicas para la industria musical española.
Según Productores de Música de España, la primera edición cuenta con cuarenta y tres platinos más dos de oro, con 4.390.000 de álbumes vendidos certificados en tan solo un año en España. Además, participaron en diversas campañas publicitarias y vendieron 300.000 ejemplares de libros del programa. Gracias al concurso, RTVE ingresó más de 24 millones de euros.
La última semana de junio de 2016, TVE anunció la emisión de un concierto de reencuentro y tres documentales para celebrar el 15 aniversario de la mítica primera edición bajo el nombre OT: El Reencuentro y con la participación de los 16 concursantes. Los documentales se grabaron durante el verano de 2016 y en ellos repasaron la trayectoria de cada uno de los protagonistas de OT 1: cómo vivieron ellos esa etapa y el cambio de vida tras el éxito del programa.
El domingo 16 de octubre de 2016, se estrenó en La 1 el primer documental en prime-time. En los siguientes domingos de octubre se emitió el segundo y el tercer documental. Con gran expectación, OT: El Reencuentro triunfó en los resultados de audiencia, siendo líder del prime-time y de la jornada. Los concursantes de la primera edición volvieron con ello a estar de actualidad. El concierto de reunión tuvo lugar en el Palau Sant Jordi de Barcelona el lunes 31 de octubre de 2016. El show contó con la actuación de los 16 concursantes y La 1 de TVE lo emitió en directo, cosechando más de 4 millones de audiencia (elevando así la media de la cadena).
La primera edición del concurso y Operación Triunfo 2017 fueron las más populares y de ellas salieron los cantantes que han alcanzado mayor popularidad tras su lanzamiento. A raíz de esta última, Operación Triunfo 2018 se estrenó el 19 de septiembre de 2018 y fue líder con un 20,5% en el prime time de La 1. En enero de 2020, se estrenó Operación Triunfo 2020, edición que se interrumpió por la crisis sanitaria mundial de la COVID-19, aunque se reanudaron sus emisiones tras el fin del confinamiento.
En trayectoria discográfica y musical alternada con giras, presencia en televisión nacional y/o musicales así como en conocimiento global del público, destacan las carreras de David Bisbal, David Bustamante, Rosa López, Chenoa, Nuria Fergó, Natalia, Vega, Manuel Carrasco, Mai Meneses, Edurne, Soraya Arnelas, Pablo López, Aitana, Amaia, Ana Guerra, Lola Índigo, Miki Nuñez, Natalia Lacunza y Alba Reche. Todos los anteriormente citados cantantes pertenecen o han pertenecido durante tiempo prolongado a sellos discográficos de multinacionales como Universal, Sony, Warner o EMI.
El 22 de marzo de 2022, TVE confirmó que no renovaría el formato para una nueva edición, dejándolo libre para que otras cadenas o plataformas lo adquieran. De este modo, el 19 de abril de 2023, Prime Video anunció la compra del formato, dando comienzo Operación Triunfo 2023 el 20 de noviembre de 2023 y convirtiéndose en la primera emisión en directo de la historia de la plataforma en España.

## Resumen por temporadas
| Temporada | Temporada | Cadena      | Estreno                  | Final                   | Ganador/a            | Audiencia    | Audiencia |
| Temporada | Temporada | Cadena      | Estreno                  | Final                   | Ganador/a            | Espectadores | Cuota     |
| --------- | --------- | ----------- | ------------------------ | ----------------------- | -------------------- | ------------ | --------- |
|           | 1         | La 1        | 22 de octubre de 2001    | 11 de febrero de 2002   | Rosa López           | 6 947 000    | 43,3%     |
|           | 2         | La 1        | 7 de octubre de 2002     | 27 de enero de 2003     | Ainhoa Cantalapiedra | 5 584 000    | 36,4%     |
|           | 3         | La 1        | 29 de septiembre de 2003 | 21 de diciembre de 2003 | Vicente Seguí        | 3 412 000    | 22,5%     |
|           | 4         | Telecinco   | 30 de junio de 2005      | 13 de octubre de 2005   | Sergio Rivero        | 4 847 000    | 37,6%     |
|           | 5         | Telecinco   | 8 de octubre de 2006     | 26 de enero de 2007     | Lorena Gómez         | 4 312 000    | 26,9%     |
|           | 6         | Telecinco   | 8 de abril de 2008       | 22 de julio de 2008     | Virginia Maestro     | 3 830 000    | 26,9%     |
|           | 7         | Telecinco   | 29 de abril de 2009      | 21 de julio de 2009     | Mario Álvarez        | 2 509 000    | 18,6%     |
|           | 8         | Telecinco   | 16 de enero de 2011      | 20 de febrero de 2011   | Nahuel Sachak        | 2 282 000    | 13,9%     |
|           | 9         | La 1        | 23 de octubre de 2017    | 5 de febrero de 2018    | Amaia Romero         | 2 549 000    | 19,7%     |
|           | 10        | La 1        | 19 de septiembre de 2018 | 19 de diciembre de 2018 | Famous Oberogo       | 1 962 000    | 16,4%     |
|           | 11        | La 1        | 12 de enero de 2020      | 10 de junio de 2020     | Nia Correia          | 1 655 000    | 12,2%     |
|           | 12        | Prime Video | 20 de noviembre de 2023  | 19 de febrero de 2024   | Naiara Moreno        | 3 500 000    | —         |
|           | 13        | Prime Video | 15 de septiembre de 2025 | 15 de diciembre de 2025 | —                    | —            | —         |

## Equipo

### Presentadores
|               | La 1      | La 1      | La 1 |      |           |      |      |      | La 1      | La 1 | La 1 | Prime Video | Prime Video |
| Edición       | 1         | 2         | 3    | 4    | 5         | 6    | 7    | 8    | 9         | 10   | 11   | 12          | 13          |
| Año           | 2001-2002 | 2002-2003 | 2003 | 2005 | 2006-2007 | 2008 | 2009 | 2011 | 2017-2018 | 2018 | 2020 | 2023-2024   | 2025        |
| ------------- | --------- | --------- | ---- | ---- | --------- | ---- | ---- | ---- | --------- | ---- | ---- | ----------- | ----------- |
| Carlos Lozano |           |           |      |      |           |      |      |      |           |      |      |             |             |
| Jesús Vázquez |           |           |      |      |           |      |      |      |           |      |      |             |             |
| Pilar Rubio   |           |           |      |      |           |      |      |      |           |      |      |             |             |
| Roberto Leal  |           |           |      |      |           |      |      |      |           |      |      |             |             |
| Chenoa        |           |           |      |      |           |      |      |      |           |      |      |             |             |

### Jurado
|                          | La 1      | La 1      | La 1      |      |           |      |      |      | La 1      | La 1 | La 1 | Prime Video | Prime Video | Prime Video |
| Edición                  | 1         | 2         | 3         | 4    | 5         | 6    | 7    | 8    | 9         | 10   | 11   | 12          | 13          |             |
| Año                      | 2001-2002 | 2002-2003 | 2003-2004 | 2005 | 2006-2007 | 2008 | 2009 | 2011 | 2017-2018 | 2018 | 2020 | 2023-2024   | 2025        |             |
| ------------------------ | --------- | --------- | --------- | ---- | --------- | ---- | ---- | ---- | --------- | ---- | ---- | ----------- | ----------- | ----------- |
| Pilar Tabares            |           |           |           |      |           |      |      |      |           |      |      |             |             |             |
| Narcís Rebollo           |           |           |           |      |           |      |      |      |           |      |      |             |             |             |
| Alejandro Abad           |           |           |           |      |           |      |      |      |           |      |      |             |             |             |
| Pilar Zamora             |           |           |           |      |           |      |      |      |           |      |      |             |             |             |
| Daniel Aragay            |           |           |           |      |           |      |      |      |           |      |      |             |             |             |
| José Luis Uribarri       |           |           |           |      |           |      |      |      |           |      |      |             |             |             |
| Inma Serrano             |           |           |           |      |           |      |      |      |           |      |      |             |             |             |
| Augusto Algueró Jr.      |           |           |           |      |           |      |      |      |           |      |      |             |             |             |
| Noemí Galera             |           |           |           |      |           |      |      |      |           |      |      |             |             |             |
| Javier Llano             |           |           |           |      |           |      |      |      |           |      |      |             |             |             |
| Greta                    |           |           |           |      |           |      |      |      |           |      |      |             |             |             |
| Risto Mejide             |           |           |           |      |           |      |      |      |           |      |      |             |             |             |
| Coco Comín               |           |           |           |      |           |      |      |      |           |      |      |             |             |             |
| Ramoncín                 |           |           |           |      |           |      |      |      |           |      |      |             |             |             |
| Eva Perales              |           |           |           |      |           |      |      |      |           |      |      |             |             |             |
| Mónica Naranjo           |           |           |           |      |           |      |      |      |           |      |      |             |             |             |
| Manuel Martos            |           |           |           |      |           |      |      |      |           |      |      |             |             |             |
| Joe Pérez-Orive          |           |           |           |      |           |      |      |      |           |      |      |             |             |             |
| Ana Torroja              |           |           |           |      |           |      |      |      |           |      |      |             |             |             |
| Javier Portugués "Portu" |           |           |           |      |           |      |      |      |           |      |      |             |             |             |
| Natalia Jiménez          |           |           |           |      |           |      |      |      |           |      |      |             |             |             |
| Nina Agustí              |           |           |           |      |           |      |      |      |           |      |      |             |             |             |
| Concha Buika             |           |           |           |      |           |      |      |      |           |      |      |             |             |             |
| Cris Regatero            |           |           |           |      |           |      |      |      |           |      |      |             |             |             |
| Pablo Rouss              |           |           |           |      |           |      |      |      |           |      |      |             |             |             |
| Abraham Mateo            |           |           |           |      |           |      |      |      |           |      |      |             |             |             |
| Leire Martínez           |           |           |           |      |           |      |      |      |           |      |      |             |             |             |
| Guille Milkyway          |           |           |           |      |           |      |      |      |           |      |      |             |             |             |

### Presentador del Chat / Posgala
|                 | La 1      | La 1      | La 1      |      |           |      |      |      | La 1      | La 1 | La 1 | Prime Video |
| Edición         | 1         | 2         | 3         | 4    | 5         | 6    | 7    | 8    | 9         | 10   | 11   | 12          |
| Año             | 2001-2002 | 2002-2003 | 2003-2004 | 2005 | 2006-2007 | 2008 | 2009 | 2011 | 2017-2018 | 2018 | 2020 | 2023-2024   |
| --------------- | --------- | --------- | --------- | ---- | --------- | ---- | ---- | ---- | --------- | ---- | ---- | ----------- |
| Nina            |           |           |           |      |           |      |      |      |           |      |      |             |
| Àngel Llàcer    |           |           |           |      |           |      |      |      |           |      |      |             |
| Àlex Casademunt |           |           |           |      |           |      |      |      |           |      |      |             |
| Noemí Galera    |           |           |           |      |           |      |      |      |           |      |      |             |
| Ricky Merino    |           |           |           |      |           |      |      |      |           |      |      |             |
| Masi Rodríguez  |           |           |           |      |           |      |      |      |           |      |      |             |

### Presentador de los resúmenes / OT al día / Conexión OT
| Canal            |           |           |           |      |           |      |      |      |           |      |      | Prime Video | Prime Video |
| Edición          | 1         | 2         | 3         | 4    | 5         | 6    | 7    | 8    | 9         | 10   | 11   | 12          | 13          |
| Año              | 2001-2002 | 2002-2003 | 2003-2004 | 2005 | 2006-2007 | 2008 | 2009 | 2011 | 2017-2018 | 2018 | 2020 | 2023-2024   | 2025        |
| ---------------- | --------- | --------- | --------- | ---- | --------- | ---- | ---- | ---- | --------- | ---- | ---- | ----------- | ----------- |
| Jennifer Rope    |           |           |           |      |           |      |      |      |           |      |      |             |             |
| Ainhoa Arbizu    |           |           |           |      |           |      |      |      |           |      |      |             |             |
| Xuso Jones       |           |           |           |      |           |      |      |      |           |      |      |             |             |
| Miriam Rodríguez |           |           |           |      |           |      |      |      |           |      |      |             |             |

- Director:
  - Tinet Rubira
  - Adán Bonet
  - Nia Sanjuán
- Subdirectora:
  - Verónica Pareja
  - Mercedes Garro
- Productores ejecutivos:
  - Toni Cruz
  - Josep Maria Mainat
  - Tinet Rubira
  - Jordi Rosell
  - Verónica Pareja
- Directora de casting:
  - Noemí Galera

## Claustro de profesores
- Profesores:
  - Noemí Galera, Directora de la academia (OT 9 - presente)
  - Manu Guix, profesor de canto (OT 1 - presente); director vocal (OT 6 - OT 8); director musical (OT 9 - presente); subdirector de la academia (OT 9 - presente)
  - Mamen Márquez, directora vocal y profesora de técnica vocal (OT 9 - presente)
  - Gerard Ibáñez, profesor de canto coral (OT 12 - presente)
  - Pablo Lluch, preparador vocal (OT 12 - presente)
  - Vic Mirallas, preparador vocal (OT 12 - presente)
  - Vicky Gómez, coreógrafa (OT 9 - presente)
  - La Dani, profesor de interpretación (OT 13 - presente)[26]
  - Andrea Vilallonga, profesora de imagen y protocolo (OT 9 - OT 11, OT 13 - presente)
  - Toni Hinojosa, profesor de fitness (OT 12 - presente)
  - Judith Endje, profesora de baile urbano (OT 12 - presente)
  - Jill Earnshaw, profesora de inglés (OT 12 - presente)
  - Verónica Blume, profesora de yoga (OT 12 - presente)
  - Bruno Berthuit (King Bru), profesor de francés (gala 6) (OT 12 - presente)

- Antiguos directores:
  - Nina Agustí, directora (OT 1 - OT 3, y OT 8)
  - Mikel Herzog, director de la "post-academia" (OT 2)
  - Kike Santander, director (OT 4, OT 5)
  - Edith Salazar, directora adjunta (OT 4, OT 5)
  - Àngel Llàcer, director (OT 6, OT 7)
  - Daniel Anglès, subdirector (OT 8)

- Antiguos profesores:
  - Nina Agustí, profesora de técnicas de voz (OT 1 - OT 3, y OT 8)
  - Àngel Llàcer, profesor de interpretación (OT 1, OT 2, OT 4, OT 6, OT 7)
  - Helen Rowson, profesora de técnicas de voz e inglés (OT 1 - OT 3)
  - Javier Castillo "Poty", coreógrafo (OT 1); profesor de coreografía (OT 2 - OT 3)
  - Lawrence De Maeyer, profesor de técnica corporal (OT 1)
  - Viv Manning, profesora de técnicas de voz (OT 1)
  - Mayte Marcos, profesora de baile (OT1 - OT3)
  - Néstor Serra, preparador físico y profesor de fitness (OT1 - OT7)
  - Marietta Calderón, coreógrafa (OT2 - OT3)
  - Marta Fiol, profesora de lenguaje y cultura musical (OT2 - OT3)
  - Gustavo Llull, profesor de piano y repertorio (OT2 - OT3)
  - Sonia Rodríguez, profesora de análisis y estudio del repertorio semanal (OT2 - OT3)
  - Keith Morino, profesor de iniciación al movimiento (OT 2)
  - María Gómez, profesora de baile moderno (OT 2)
  - Marietta Palacín, psicóloga (OT 3)
  - Bruno Oro Pichot, Greta e Isabel Soriano; profesores de interpretación y preparación de temas (OT 3)
  - Antonio Canales, profesor de carácter (OT 3)
  - Anna Valldeneu, profesora de técnicas de voz (OT 3)
  - Joan Carles Capdevila, preparador vocal (OT 3 - OT 11); profesor de lenguaje musical (OT 11)
  - Esteve Ferrer, profesor de teatro musical (OT 3)
  - Irene Pallarès, profesora de hip-hop (OT 3)
  - Edith Salazar, profesora de técnica vocal y canto (OT 4, OT 5)
  - Miryam Benedited, coreógrafa (OT 4 - OT 7)
  - Jessica y José Expósito, profesores de Batuka (OT 4 - OT 7)
  - Laura Jordán, profesora de voz (OT 4)
  - Rafael Amargo, profesor de expresión corporal (OT 4)
  - Rubén Olmo y Saúl Garrido, profesores asistentes de expresión corporal (OT 4)
  - Muntsa Rius; profesora de preparación de temas (OT 5)
  - Patricia Kraus, profesora de música de los años 60 y 70 (OT 5)
  - Bárbara de Senillosa, profesora de protocolo (OT 5 - OT 8)
  - Nikoleta Sekulovic, profesora de interpretación (OT 5)
  - Bea Simó, profesora de hip-hop (OT 5).
  - María Palacín, psicóloga (OT 5 - OT 7)
  - Morgan Malboso, profesora de inglés (OT 5 - OT 7)
  - Amelia Bernet, preparador vocal (OT 6 - OT 7)
  - Miguel Manzo, profesor de técnica vocal (OT 6 - OT 7)
  - Leslie Feliciano, profesor de presencia escénica (OT 6 - OT 7)
  - Joan Ortínez, profesor de cultura musical (OT 7)
  - Nuria Legarda, profesora de técnicas de conocimiento corporal (OT 7)
  - Daniel Anglès, preparador vocal (OT 8)
  - Ira Prat, preparador vocal (OT 8)
  - Marc Villavela, preparador vocal y escénico (OT 8)
  - Miquel Barcelona, preparador corporal (OT 8)
  - Marco da Silva, coreógrafo (OT 8)
  - Maialen Araolaza, fisioterapeuta y profesora de pilates (OT 8)
  - Alfonso Vilallonga, profesor de cultura musical (OT 8)
  - Juanjo Amorín, profesor de marketing personal en línea (OT 8)
  - Arantxa Coca, profesora de desarrollo emocional en escena (OT 8)
  - Xavier Mestres, profesor de conjunto vocal (OT 8)
  - Joan Vázquez, profesor de educación auditiva (OT 8)
  - Laura Andrés, preparadora vocal (OT 9 - OT 11)
  - Pol Chamorro, profesor de bailes de salón (OT 9)
  - Guille Milkyway, profesor de cultura musical (OT 9)
  - Mónica Touron, profesora de medios de comunicación (OT 9)
  - Magali Dalix, profesora de fitness (OT 9 - OT 10)
  - Xuan Lan, profesora de yoga (OT 9 - OT 10)
  - Chris Nash, profesor de inglés (OT 9 - OT 10)
  - Cristina Burgos, profesora de hip-hop (OT 9 - OT 10)
  - Sheila Ortega, profesora de danzas urbanas (OT 9 - OT 10)
  - Ana Amengual, profesora de dietética (OT 9 - OT 10)
  - Javier Calvo y Javier Ambrossi, profesores de interpretación (OT 9 - OT 10)
  - Itziar Castro, profesora de interpretación (OT 10, hasta la gala 6)
  - Gotzon Mantuliz, profesor de forma física y vida sana (OT 10)
  - Rubén Salvador, profesor de bailes de salón (OT 10)
  - Miqui Puig, profesor de cultura musical (OT 10)
  - Iván Labanda, profesor de interpretación (OT 11)
  - Zahara, profesora de Cultura musical (OT 11)
  - Natalia Calderón, profesora de voz y movimiento (OT 11)
  - Cesc Escolà, profesor de fitness (OT 11)
  - Cristian Jiménez y Mario Jiménez, profesores de danza urbana (OT 11)
  - Eirian James y Mel Brennan, profesores de inglés (OT 11)
  - Brian Sellei, mánager y asesor (OT 11)
  - Abril Zamora, profesora de interpretación (OT 12)

## Ediciones

### OT 1: 2001-2002
| N.º | Concursante         | Edad | Residente                  | Información         |
| 1   | Rosa López          | 20   | Armilla                    | Ganadora            |
| 2   | David Bisbal        | 22   | Almería                    | Segundo             |
| 3   | David Bustamante    | 19   | San Vicente de la Barquera | Tercero             |
| 4   | Chenoa              | 26   | Palma de Mallorca          | Cuarta              |
| 5   | Manu Tenorio        | 26   | Sevilla                    | Quinto              |
| 6   | Verónica Romero     | 23   | Elche                      | Sexta               |
| 7   | Nuria Fergó         | 22   | Nerja                      | 11.ª expulsada      |
| 8   | Gisela              | 22   | Bruc                       | 10.ª expulsada      |
| 9   | Naím Thomas         | 21   | Premiá de Mar              | 9.º expulsado       |
| 10  | Àlex Casademunt (†) | 20   | Vilasar de Mar             | 4.º / 8.º expulsado |
| 11  | Alejandro Parreño   | 23   | Valencia                   | 7.º expulsado       |
| 12  | Juan Camus          | 28   | Laredo                     | 6.º expulsado       |
| 13  | Natalia             | 18   | Sanlúcar de Barrameda      | 5.ª expulsada       |
| 14  | Javián              | 27   | Dos Hermanas               | 3.er expulsado      |
| 15  | Mireia Montávez     | 19   | Vilaseca                   | 2.ª expulsada       |
| 16  | Geno Machado        | 19   | Las Palmas de Gran Canaria | 1.ª expulsada       |

### OT 2: 2002-2003
| N.º | Concursante          | Edad | Residente              | Información    |
| 1   | Ainhoa Cantalapiedra | 22   | Galdácano              | Ganadora       |
| 2   | Manuel Carrasco      | 21   | Isla Cristina          | Segundo        |
| 3   | Beth Rodergas        | 20   | Suria                  | Tercera        |
| 4   | Miguel Nández        | 24   | Cádiz                  | Cuarto         |
| 5   | Hugo Salazar         | 24   | Sevilla                | Quinto         |
| 6   | Joan Tena            | 25   | Barcelona              | Sexto          |
| 7   | Tony Santos          | 21   | Santa Cruz de Tenerife | 11.º expulsado |
| 8   | Nika                 | 22   | Torrejón de Ardoz      | 10.ª expulsada |
| 9   | Vega                 | 23   | Córdoba                | 9.ª expulsada  |
| 10  | Danni Úbeda          | 20   | Úbeda                  | 8.º expulsado  |
| 11  | Elena Gadel          | 19   | Barcelona              | 7.ª expulsada  |
| 12  | Tessa Bodí           | 20   | Valencia               | 6.ª expulsada  |
| 13  | Marey (Inma Marente) | 18   | Cádiz                  | 5.ª expulsada  |
| 14  | Cristie Sánchez      | 24   | Fuengirola             | 4.ª expulsada  |
| 15  | Enrique Anaut        | 27   | Pamplona               | 3.er expulsado |
| 16  | Miguel Ángel Silva   | 25   | Ibiza                  | 2.º expulsado  |
| 17  | Mai Meneses          | 24   | Madrid                 | 1.ª expulsada  |

### OT 3: 2003
| N.º | Concursante        | Edad | Residente                  | Información    |
| 1   | Vicente Seguí      | 24   | Villamarchante             | Ganador        |
| 2   | Ramón del Castillo | 18   | Las Palmas de Gran Canaria | Segundo        |
| 3   | Miguel Cadenas     | 22   | Huelva                     | Tercero        |
| 4   | Davinia Cuevas     | 18   | La Línea de la Concepción  | Cuarta         |
| 5   | Marío Martínez     | 19   | Tarazona                   | Quinto         |
| 6   | Leticia Pérez (†)  | 26   | Carmona                    | Sexta          |
| 7   | Noelia Fonte       | 18   | Guitiriz                   | 10.ª expulsada |
| 8   | Beatriz Porrúa     | 18   | Puentecesures              | Abandono       |
| 9   | Nur Elosegui       | 20   | Barcelona                  | 9.ª expulsada  |
| 10  | Borja Voces        | 19   | Madrid                     | 8.º expulsado  |
| 11  | Israel González    | 23   | Murcia                     | 7.º expulsado  |
| 12  | Jorge Asín         | 25   | Zaragoza                   | 6.º expulsado  |
| 13  | Sonia Poblet       | 29   | Sabadell                   | 5.ª expulsada  |
| 14  | Miriam Villar      | 22   | Vigo                       | 4.ª expulsada  |
| 15  | José Giménez       | 25   | Castellón                  | 3.er expulsado |
| 16  | Fede Monreal       | 23   | El Escorial                | 2.º expulsado  |
| 17  | Isabel Fernández   | 20   | El Puerto de Santa María   | 1.ª expulsada  |

### OT 4: 2005
| N.º | Concursante      | Edad | Residente                  | Información    |
| 1   | Sergio Rivero    | 19   | Las Palmas de Gran Canaria | Ganador        |
| 2   | Soraya Arnelas   | 23   | Valencia de Alcántara      | Segunda        |
| 3   | Víctor Estévez   | 22   | Barcelona                  | Tercero        |
| 4   | Idaira Fernández | 20   | San Cristóbal de La Laguna | Cuarta         |
| 5   | Fran Dieli       | 24   | Granada                    | Quinto         |
| 6   | Edurne           | 20   | Collado Villalba           | Sexta          |
| 7   | Lidia Reyes      | 20   | Córdoba                    | 10.ª expulsada |
| 8   | Sandra Polop     | 17   | Valencia                   | 9.ª expulsada  |
| 9   | Guille Barea     | 26   | Cádiz                      | 8.º expulsado  |
| 10  | Guillermo Martín | 24   | Valencia                   | 7.º expulsado  |
| 11  | Mónica Gallardo  | 21   | Gijón                      | 6.ª expulsada  |
| 12  | Dani Sanz        | 28   | Sevilla                    | 5.º expulsado  |
| 13  | Héctor Rojo      | 29   | Alicante                   | 4.º expulsado  |
| 14  | Jesús de Manuel  | 24   | Puertollano                | 3.er expulsado |
| 15  | Trizia Alonso    | 22   | Sevilla                    | 2.ª expulsada  |
| 16  | Janina Foranda   | 20   | Las Palmas de Gran Canaria | 1.ª expulsada  |

### OT 5: 2006-2007
| N.º | Concursante          | Edad | Residente               | Información    |
| 1   | Lorena Gómez         | 20   | Lérida                  | Ganadora       |
| 2   | Daniel Zueras        | 25   | Zaragoza                | Segundo        |
| 3   | Leo Segarra          | 25   | Valencia                | Tercero        |
| 4   | Saray Ramírez        | 24   | Tuineje                 | Cuarta         |
| 5   | Moritz Weisskopf     | 28   | Almogía                 | Quinto         |
| 6   | José Galisteo        | 29   | Viladecans              | Sexto          |
| 7   | Ismael García        | 18   | Mataró                  | 10.º expulsado |
| 8   | Jorge González       | 18   | Villarejo de Salvanés   | 9.º expulsado  |
| 9   | Eva Carreras         | 26   | Vigo                    | 8.ª expulsada  |
| 10  | Vanessa González     | 28   | Bigas                   | 7.ª expulsada  |
| 11  | Mayte Macanás        | 22   | Murcia                  | 6.ª expulsada  |
| 12  | Mercedes Durán       | 24   | Chiclana de la Frontera | 5.ª expulsada  |
| 13  | Cristina Esteban     | 16   | Cuenca                  | 4.ª expulsada  |
| 14  | José Antonio Vadillo | 22   | Mérida                  | 3.er expulsado |
| 15  | Xavier Dealbert      | 20   | Vinaroz                 | 2.º expulsado  |
| 16  | Encarna Navarro      | 22   | Almería                 | 1.ª expulsada  |

### OT 6: 2008
| N.º | Concursante               | Edad | Residente                 | Información    |
| 1   | Virginia Maestro          | 25   | Linares                   | Ganadora       |
| 2   | Pablo López               | 24   | Fuengirola                | Segundo        |
| 3   | Chipper (Stanley Cooke)   | 34   | Barcelona                 | Tercero        |
| 4   | Manu Castellano           | 17   | Villa del Río             | Cuarto         |
| 5   | Sandra Criado             | 24   | Córdoba                   | Quinta         |
| 6   | Mimi Segura               | 26   | Melilla                   | Sexta          |
| 7   | Iván Santos               | 24   | Villanueva y Geltrú       | 10.º expulsado |
| 8   | Noelia Cano               | 23   | Mislata                   | 9.ª expulsada  |
| 9   | Anabel Dueñas             | 22   | Córdoba                   | 8.ª expulsada  |
| 10  | Tania Sánchez             | 18   | Sevilla                   | 7.ª expulsada  |
| 11  | José María Requena (Reke) | 22   | Cartagena                 | 6.º expulsado  |
| 12  | Esther Aranda             | 20   | Málaga                    | 5.ª expulsada  |
| 13  | Tania Gómez               | 25   | Santa Coloma de Gramanet  | 4.ª expulsada  |
| 14  | Rubén Noel                | 21   | San Baudilio de Llobregat | 3.er expulsado |
| 15  | Paula Ortiz               | 23   | Sevilla                   | 2.ª expulsada  |
| 16  | David Ros                 | 16   | Badalona                  | 1.er expulsado |
| 17  | Patty García              | 24   | Santander                 | Abandono       |

### OT 7: 2009
| N.º | Concursante           | Edad | Residente               | Información    |
| 1   | Mario Álvarez         | 23   | Oviedo                  | Ganador        |
| 2   | Brenda Mau            | 20   | Barcelona               | Segunda        |
| 3   | Jon Allende           | 23   | Baracaldo               | Tercero        |
| 4   | Ángel Capel           | 22   | Albox                   | Cuarto         |
| 5   | Patricia Navarro      | 21   | Leganés                 | Quinta         |
| 6   | Sylvia Parejo         | 16   | Barcelona               | Sexta          |
| 7   | Cristina Rueda        | 16   | Marbella                | Séptima        |
| 8   | Samuel Cuenda         | 19   | La Cañada de San Urbano | Octavo         |
| 9   | Rafa Bueso            | 21   | Vall de Uxó             | 10.º expulsado |
| 10  | Alba Lucía López      | 18   | Murcia                  | 9.ª expulsada  |
| 11  | Elías Vargas          | 22   | Almendralejo            | 8.º expulsado  |
| 12  | Diana Tobar           | 20   | Burgos                  | 7.ª expulsada  |
| 13  | Víctor Giménez (Maxi) | 25   | Reus                    | 6.º expulsado  |
| 14  | Nazaret Tebar         | 19   | Camarma de Esteruelas   | 5.ª expulsada  |
| 15  | Pedro Moreno          | 20   | Jerez de la Frontera    | 4.º expulsado  |
| 16  | Guadiana Almena       | 22   | Badajoz                 | 3.ª expulsada  |
| 17  | Víctor Púa            | 18   | San Vicente dels Horts  | 2.º expulsado  |
| 18  | Patricia del Olmo     | 26   | Madrid                  | 1.ª expulsada  |

### OT 8: 2011
| N.º | Concursante                   | Edad | Residente                  | Información    |
| 1   | Nahuel Sachak                 | 20   | Alcalá de Chivert          | Ganador        |
| 2   | Álex Forriols                 | 26   | Valencia                   | Segundo        |
| 3   | Mario Jefferson               | 19   | Fuengirola                 | Tercero        |
| 4   | Alexandra Masangkay           | 19   | Barcelona                  | Cuarta         |
| 5   | Raquel San Nicolás (Niccó)    | 21   | Santa Cruz de Tenerife     | Quinta         |
| 6   | Josh Prada                    | 27   | Melilla                    | Sexto          |
| 7   | Roxio Torralba                | 21   | Galapagar                  | Séptima        |
| 8   | Naxxo Ibáñez                  | 26   | Barcelona                  | Octavo         |
| 9   | Ana Isabel Mercado (Coraluna) | 21   | Santisteban del Puerto     | Novena         |
| 10  | Núria Robles (Nirah)          | 28   | San Felíu de Codinas       | Décima         |
| 11  | Juan Delgado                  | 24   | Barcelona                  | Undécima       |
| 12  | Moneiba Hidalgo               | 28   | Santa Brígida              | Duodécima      |
| 13  | Geno Machado                  | 28   | Las Palmas de Gran Canaria | 5.ª expulsada  |
| 14  | Enrique Ramil                 | 26   | Ares                       | 4.º expulsado  |
| 15  | Charlie Karlsen               | 17   | Santa Cruz de Tenerife     | 3.er expulsado |
| 16  | Silvia Román                  | 20   | Torredonjimeno             | 2.ª expulsada  |
| 17  | Sira Mayo                     | 19   | Güímar                     | 1.ª expulsada  |

### OT 9: 2017
| N.º | Concursante         | Edad | Residente                  | Información    |
| 1   | Amaia Romero        | 18   | Pamplona                   | Ganadora       |
| 2   | Aitana Ocaña        | 18   | San Clemente de Llobregat  | Segunda        |
| 3   | Miriam Rodríguez    | 21   | Puentedeume                | Tercera        |
| 4   | Alfred García       | 20   | El Prat de Llobregat       | Cuarto         |
| 5   | Ana Guerra          | 23   | San Cristóbal de La Laguna | Quinta         |
| 6   | Agoney Hernández    | 22   | Adeje                      | 11.º expulsado |
| 7   | Roi Méndez          | 24   | Santiago de Compostela     | 10.º expulsado |
| 8   | Nerea Rodríguez     | 18   | Gavá                       | 9.ª expulsada  |
| 9   | Luis Cepeda         | 28   | Orense                     | 8.ª expulsada  |
| 10  | Raoul Vázquez       | 20   | Montgat                    | 7.º expulsado  |
| 11  | Mireya Bravo        | 20   | Alhaurín de la Torre       | 6.ª expulsada  |
| 12  | Ricky Merino        | 31   | Palma                      | 5.º expulsado  |
| 13  | Marina Rodríguez    | 19   | Dos Hermanas               | 4.ª expulsada  |
| 14  | Thalía Garrido      | 18   | Malpartida de Plasencia    | 3.ª expulsada  |
| 15  | Juan Antonio Cortés | 23   | Bilbao                     | 2.ª expulsada  |
| 16  | Mimi Doblas         | 25   | Huétor Tájar               | 1.ª expulsada  |

### OT 10: 2018
| N.º | Concursante     | Edad | Residente                   | Información    |
| 1   | Famous Oberogo  | 19   | Bormujos                    | Ganador        |
| 2   | Alba Reche      | 21   | Elche                       | Segunda        |
| 3   | Natalia Lacunza | 19   | Pamplona                    | Tercera        |
| 4   | Sabela Ramil    | 25   | Puentes de García Rodríguez | Cuarta         |
| 5   | Julia Medina    | 24   | San Fernando                | Quinta         |
| 6   | Miki Núñez      | 22   | Tarrasa                     | 11.º expulsado |
| 7   | Marta Sango     | 18   | Torre del Mar               | 10.ª expulsada |
| 8   | María Villar    | 27   | Madrid                      | 9.ª expulsada  |
| 9   | Marilia Monzón  | 18   | Gáldar                      | 8.ª expulsada  |
| 10  | Carlos Right    | 25   | Esplugas de Llobregat       | 7.º expulsado  |
| 11  | Noelia Franco   | 22   | Málaga                      | 6.ª expulsada  |
| 12  | Damion Frost    | 21   | Adeje                       | 5.º expulsado  |
| 13  | Dave Zulueta    | 20   | Sanlúcar de Barrameda       | 4.º expulsado  |
| 14  | Joan Garrido    | 23   | Buñola                      | 3.er expulsado |
| 15  | África Adalia   | 22   | Madrid                      | 2.ª expulsada  |
| 16  | Alfonso La Cruz | 22   | Madrid                      | 1.er expulsado |

### OT 11: 2020
| N.º | Concursante       | Edad | Residencia                 | Información    |
| 1   | Nia Correia       | 26   | Las Palmas de Gran Canaria | Ganadora       |
| 2   | Flavio Fernández  | 19   | Murcia                     | Segundo        |
| 3   | Eva Barreiro      | 19   | Sada                       | Tercera        |
| 4   | Anajú Calavia     | 25   | Alcañiz                    | Cuarta         |
| 5   | Hugo Cobo         | 20   | Córdoba                    | Quinto         |
| 6   | Maialen Gurbindo  | 25   | Pamplona                   | 11.ª expulsada |
| 7   | Samantha Gilabert | 25   | Beniarrés                  | 10.ª expulsada |
| 8   | Bruno Alves       | 25   | Alcalá de Henares          | 9.º expulsado  |
| 9   | Gèrard Rodríguez  | 20   | Ceuta                      | 8.º expulsado  |
| 10  | Jesús Rendón      | 24   | Barbate                    | 7.º expulsado  |
| 11  | Rafa Romera       | 23   | Adamuz                     | 6.º expulsado  |
| 12  | Anne Lukin        | 18   | Pamplona                   | 5.ª expulsada  |
| 13  | Javy Ramírez      | 21   | Barbate                    | 4.º expulsado  |
| 14  | Nick Maylo        | 19   | San Cugat del Vallés       | 3.er expulsado |
| 15  | Eli Rosex         | 19   | Las Palmas de Gran Canaria | 2.ª expulsada  |
| 16  | Ariadna Tortosa   | 18   | San Juan Despí             | 1.ª expulsada  |

### OT 12: 2023
| N.º | Concursante         | Edad | Residente                  | Información    |
| 1   | Naiara Moreno       | 26   | Zaragoza                   | Ganadora       |
| 2   | Paul Thin           | 21   | Armilla                    | Segundo        |
| 3   | Ruslana Panchyshyna | 18   | Madrid                     | Tercera        |
| 4   | Juanjo Bona         | 20   | Magallón                   | Cuarto         |
| 5   | Lucas Curotto       | 23   | Vallirana                  | Quinto         |
| 6   | Martin Urrutia      | 18   | Guecho                     | Sexto          |
| 7   | Bea Fernández       | 19   | San Fernando de Henares    | 10.ª expulsada |
| 8   | Chiara Oliver       | 19   | Ciudadela                  | 9.ª expulsada  |
| 9   | Álvaro Mayo         | 21   | Sevilla                    | 8.º expulsado  |
| 10  | Cris Bartolomé      | 24   | San Cristóbal de La Laguna | 7.º expulsado  |
| 11  | Violeta Hódar       | 22   | Motril                     | 6.ª expulsada  |
| 12  | Álex Márquez        | 24   | Córdoba                    | 5.º expulsado  |
| 13  | Salma Díaz          | 21   | Mijas                      | 4.ª expulsada  |
| 14  | Denna Ruiz          | 22   | Ogíjares                   | 3.ª expulsada  |
| 15  | Omar Samba          | 26   | Yunquera de Henares        | 2.º expulsado  |
| 16  | Suzete Correia      | 22   | Santa Cruz de Tenerife     | 1.ª expulsada  |

## Palmarés
| Edición                        | Fecha     | Ganador              | Subcampeón         | Tercero             |
| ------------------------------ | --------- | -------------------- | ------------------ | ------------------- |
| [ OT 1 ] Operación Triunfo 1   | 2001-2002 | Rosa López           | David Bisbal       | David Bustamante    |
| [ OT 2 ] Operación Triunfo 2   | 2002-2003 | Ainhoa Cantalapiedra | Manuel Carrasco    | Beth Rodergas       |
| [ OT 3 ] Operación Triunfo 3   | 2003-2004 | Vicente Seguí        | Ramón del Castillo | Miguel Cadenas      |
| [ OT 4 ] Operación Triunfo 4   | 2005      | Sergio Rivero        | Soraya Arnelas     | Víctor Estévez      |
| [ OT 5 ] Operación Triunfo 5   | 2006-2007 | Lorena Gómez         | Daniel Zueras      | Leo Segarra         |
| [ OT 6 ] Operación Triunfo 6   | 2008      | Virginia Maestro     | Pablo López        | Chipper Cooke       |
| [ OT 7 ] Operación Triunfo 7   | 2009      | Mario Álvarez        | Brenda Mau         | Jon Allende         |
| [ OT 8 ] Operación Triunfo 8   | 2011      | Nahuel Sachak        | Álex Forriols      | Mario Jefferson     |
| [ OT 9 ] Operación Triunfo 9   | 2017-2018 | Amaia Romero         | Aitana Ocaña       | Miriam Rodríguez    |
| [ OT 10 ] Operación Triunfo 10 | 2018      | Famous Oberogo       | Alba Reche         | Natalia Lacunza     |
| [ OT 11 ] Operación Triunfo 11 | 2020      | Nía Correia          | Flavio Fernández   | Eva Barreiro        |
| [ OT 12 ] Operación Triunfo 12 | 2023-2024 | Naiara Moreno        | Paul Thin          | Ruslana Panchyshyna |
| [ OT 13 ] Operación Triunfo 13 | 2025      | —                    | —                  | —                   |

## Audiencias
| Edición                                  | Fecha     | Cadena      | Espectadores | Cuota de pantalla | Gran final         |
| ---------------------------------------- | --------- | ----------- | ------------ | ----------------- | ------------------ |
| Operación Triunfo: primera edición       | 2001-2002 | La 1        | 6 947 000    | 43,3%             | 12 873 000 (68,0%) |
| Operación Triunfo: segunda edición       | 2002-2003 | La 1        | 5 584 000    | 36,4%             | 7 764 000 (47,9%)  |
| Operación Triunfo: tercera edición       | 2003-2004 | La 1        | 3 412 000    | 22,5%             | 3 914 000 (28,4%)  |
| Operación Triunfo: cuarta edición        | 2005      | Telecinco   | 3 847 000    | 37,6%             | 6 745 000 (41,6%)  |
| Operación Triunfo: quinta edición        | 2006-2007 | Telecinco   | 3 312 000    | 26,9%             | 4 833 000 (28,8%)  |
| Operación Triunfo: sexta edición         | 2008      | Telecinco   | 3 230 000    | 26,9%             | 4 282 000 (34,4%)  |
| Operación Triunfo: séptima edición       | 2009      | Telecinco   | 2 509 000    | 18,6%             | 2 268 000 (19,0%)  |
| Operación Triunfo: octava edición        | 2011      | Telecinco   | 2 282 000    | 13,9%             | 2 576 000 (14,7%)  |
| Operación Triunfo: novena edición        | 2017-2018 | La 1        | 2 549 000    | 19,7%             | 3 925 000 (30,8%)  |
| Operación Triunfo: décima edición        | 2018      | La 1        | 1 962 000    | 16,4%             | 2 231 000 (19,4%)  |
| Operación Triunfo: undécima edición      | 2020      | La 1        | 1 655 000    | 12,2%             | 1 812 000 (16,1%)  |
| Operación Triunfo: duodécima edición     | 2023-2024 | Prime Video | —            | —                 | —                  |
| Operación Triunfo: decimotercera edición | 2025      | Prime Video | —            | —                 | —                  |

## Galas especiales deOperación Triunfo

### Especiales
- OT: El Reencuentro (2016)
- OT 20 Años (2021)
- OT: Gala de Navidad (2017)
- OT: Fiesta (2017)
- OT: Gala de Navidad (2018)
- OT: Gala de Navidad (2023)

## Premios

### TP de Oro
| Año  | Categoría                                  | Resultado |
| ---- | ------------------------------------------ | --------- |
| 2001 | Programa de espectáculos y entretenimiento | Ganador   |
| 2002 | Programa de espectáculos y entretenimiento | Ganador   |
| 2003 | Concurso reality                           | Ganador   |
| 2005 | Concurso reality                           | Nominado  |
| 2006 | Reality                                    | Ganador   |
| 2007 | Reality                                    | Nominado  |

### Premios Dial
| Año  | Categoría                | Resultado |
| ---- | ------------------------ | --------- |
| 2017 | Fenómeno musical del año | Ganador   |

### Premios Ondas[29]
| Año  | Categoría                         | Resultado |
| ---- | --------------------------------- | --------- |
| 2018 | Mejor Programa de Entretenimiento | Ganador   |
| 2018 | Fenómeno musical del año          | Ganador   |

### Premios Iris
| Año  | Categoría         | Persona      | Resultado |
| ---- | ----------------- | ------------ | --------- |
| 2018 | Mejor presentador | Roberto Leal | Ganador   |
| 2018 | Mejor Programa    |              | Ganador   |

## Datos de interés
Durante las once ediciones del programa, se han cantando canciones en diferentes idiomas:
| Idioma    | Cantidad de canciones cantadas |
| --------- | ------------------------------ |
| Español   | 818                            |
| Inglés    | 603                            |
| Portugués | 5                              |
| Francés   | 4                              |
| Gallego   | 4                              |
| Catalán   | 4                              |
| Italiano  | 2                              |
| Euskera   | 2                              |